# Kotasaari (ö i Mellersta Finland, Saarijärvi-Viitasaari, lat 63,21, long 25,12)
Kotasaari är en ö i Finland. Den ligger i sjön Kivijärvi och i kommunen Kivijärvi i den ekonomiska regionen  Saarijärvi-Viitasaari och landskapet Mellersta Finland, i den centrala delen av landet, 300 km norr om huvudstaden Helsingfors. Öns area är 1,7 hektar och dess största längd är 230 meter i sydöst-nordvästlig riktning.